# Сидорова, Анна Владимировна
А́нна Влади́мировна Си́дорова (род. 6 февраля 1991, Москва) — российская кёрлингистка, заслуженный мастер спорта России (2013), серебряный и четырежды бронзовый призёр чемпионатов мира, двукратная чемпионка Европы, 9-кратная чемпионка России среди женщин, чемпионка России среди смешанных пар, участница Олимпийских игр 2010 и 2014 годов.

## Биография
С 6 до 13 лет Анна Сидорова занималась фигурным катанием, но после травмы ноги вынуждена была прекратить занятия.
В 2006 году пришла в кёрлинг. Через полтора месяца стала кандидатом в мастера спорта, начала выступать на международных молодёжных соревнованиях.
Анна училась в школах №73 и №1304, в 2013 году Анна Сидорова окончила факультет истории политологии и права в Российском государственном гуманитарном университете.
В 2008 Анна Сидорова дебютировала на официальных международных соревнованиях, войдя в состав сборной России на чемпионате Европы среди смешанных команд (микст). В 2009 стала скипом молодёжной сборной России, за которую выступала до 2012 года. В декабре того же года дебютировала и в главной сборной страны на чемпионате Европы 2009. В 2010 в составе национальной команды выступала на  Олимпийских играх, чемпионатах мира и Европы. В основном играла на позиции вице-скипа, а в отдельных играх и скипа. С декабря 2011 является основным скипом сборной России.
В 2011 году на чемпионате Европы в Москве приводит команду к бронзовым медалям, а в 2012 в Швеции — к золотым наградам. В 2013 году на Зимней Универсиаде в Италии завоёвывает золотую медаль. В 2014 впервые в истории российского кёрлинга приводит сборную России к бронзовым медалям чемпионата мира. В ноябре того же (2014) года в составе национальной команды страны становится серебряным призёром чемпионата Европы, а в марте 2015 на чемпионате мира в Саппоро повторяет свой бронзовый успех годичной давности.
В ноябре 2015 года в датском Эсбьерге ведомая Анной Сидоровой сборная России выигрывает золотые медали чемпионата Европы. Для Анны высший европейский титул становится уже вторым в её карьере. В марте 2016 на чемпионате мира, проходившем в канадском Суифт-Карренте, Анна Сидорова в составе сборной России в третий раз подряд становится бронзовым призёром мирового первенства.
В марте 2017 года Анна Сидорова со своей командой впервые выиграла «серебро» мирового первенства.

## Достижения

### Со сборными
- Двукратная чемпионка Европы — 2012, 2015;
  - Серебряный призёр чемпионата Европы 2014;
  - Бронзовый призёр чемпионата Европы 2011;
  - Участница чемпионатов Европы 2009, 2010, 2013.
- Серебряный призёр чемпионата мира 2017;
  - Четырёхкратный бронзовый призёр чемпионатов мира — 2014, 2015, 2016, 2018.
  - Участница чемпионатов мира 2010, 2011, 2012, 2013.
- Двукратная участница зимних Олимпийских игр — 2010, 2014.
- Бронзовый призёр финального этапа Кубка мира по кёрлингу 2018/2019.
- Двукратная чемпионка зимних Универсиад в составе студенческой сборной России — 2013, 2015;
  - Серебряный призёр зимней Универсиады 2011.
- Двукратный бронзовый призёр чемпионатов мира среди молодёжных команд — 2011, 2012.

### С клубами
- 9-кратная чемпионка России в составе команд Москвы (2008, 2009, 2010, 2012), Воробьевы горы-1 (2018), Москвы-1 (2014, 2015, 2016) и Краснодарского края (2023); в 2012, 2014—2016, 2018, 2023 в качестве скипа[4].
  - Четырёхкратный серебряный призёр чемпионатов России — 2011 (Москва), 2013 (Москва-1), 2020 (Краснодарский край 1), 2021 (Краснодарский край 1) (все четыре раза в качестве скипа).
  - Бронзовый призёр чемпионата России 2017.
- Трёхкратный обладатель Кубка России среди женщин — 2007, 2009, 2011.
  - Серебряный призёр Кубка России среди женщин — 2020.
  - Двукратный бронзовый призёр Кубка России среди женщин — 2010, 2022.
- Чемпион России среди смешанных пар (2007).

## Награды
- Заслуженный мастер спорта России[5].
- Благодарность Президента Российской Федерации (24 декабря 2013 года) — за высокие спортивные достижения на XXVI Всемирной зимней Универсиаде 2013 года в городе Трентино (Италия)[6]
- Почётная грамота Министерства спорта Российской Федерации (4 декабря 2015) — за успешное выступление спортивной сборной команды Российской Федерации на чемпионате Европы по кёрлингу в городе Эсбьерге (Дания)[7].